# Голям вандейски грифон
Големият вандейски грифон е порода ловни кучета с произход от Франция. Тя съществува още от XVI век.
Това е първата обособена порода от типа на вандейските грифони. Използвана е за селектирането на породи като голям вандейски грифон басет, малък вандейски грифон басет и вандейски грифон Брике.

## Описание на породата
Приспособими, устойчиви и енергични кучета. Най-подходяща среда за отглеждането им са селските райони. Необходими са редовни физически тренировки. Необходима е и специална грижа за козината.